# فرودگاه کیکای
فرودگاه کیکای (به انگلیسی: Kikai Airport) (به زبان بومی: Kikai/Kikaigashima Island Airport) یک فرودگاه همگانی با کد یاتا KKX است که یک باند فرود آسفالت دارد و طول باند آن ۱۲۰۰ متر است. این فرودگاه در کشور ژاپن قرار دارد .